# Helitt
Helitt (code IATA : H9 ; code OACI : HTH) est une ancienne compagnie aérienne espagnole, dont le siège était à Málaga. Créée en 2009 par les frères Pizarro Gómez, elle cesse ses activités en 2014.

## Histoire

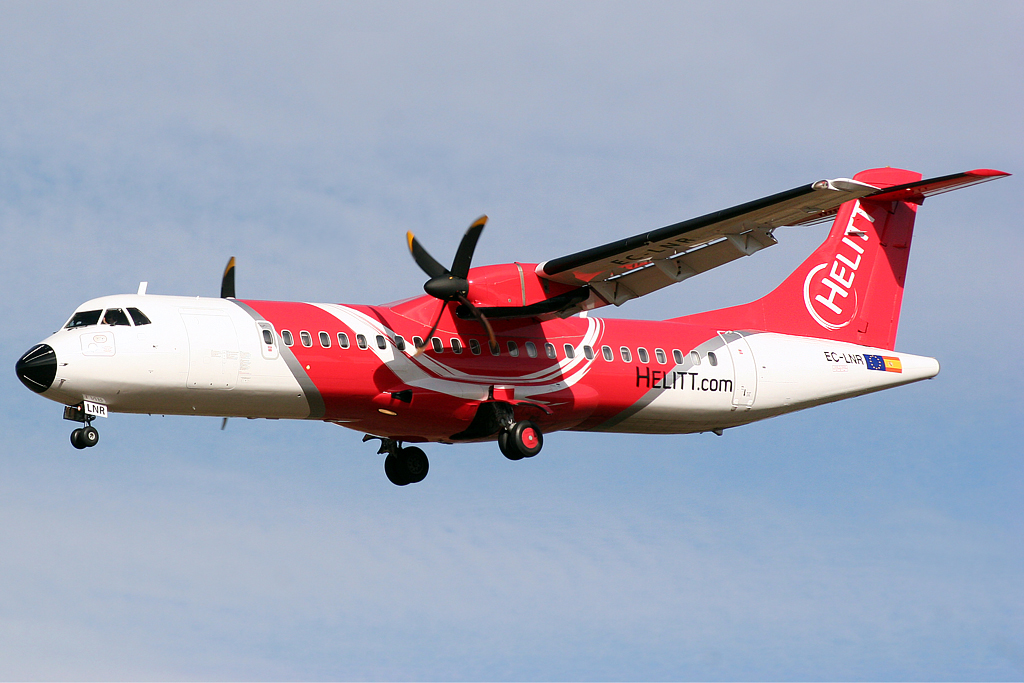
ATR 72-212 de Helitt.

La compagnie aérienne a été fondée en 2009 dans le but de relier la ville de Tarifa (Cadix) à Tanger (Maroc) par hélicoptère (d'où l'origine du nom Helicópteros Tánger Tarifa). En raison du désaccord des institutions marocaines sur la construction d'un héliport dans le port de Tanger-Ville, la compagnie a opté pour un autre type de marché. Elle a commencé à opérer le 21 novembre 2011 avec la ligne inaugurale Malaga-Melilla ; une semaine plus tard, elle a commencé à opérer la ligne Melilla-Barcelone et le 2 décembre, la ligne Melilla-Madrid ; le 21 décembre, elle a commencé la ligne Malaga-Madrid ; le 3 janvier 2012, la ligne Barcelone-San Sebastian et le 20 janvier 2012, la ligne Barcelone-San Sebastian et le 20 janvier 2012, la ligne Madrid-San Sebastian. Le 24 mars 2022 ont été inaugurées les lignes Malaga-Nador et Palma de Majorque-Nador, le 25 mars les lignes Badajoz-Madrid, Badajoz-Barcelone et Badajoz-Malaga et en mai la ligne Malaga-Casablanca. Abel Pizarro Gómez a investi environ 30 millions d'euros pour créer la société.
Fin 2012, Helitt a suspendu tous ses vols entre l'Espagne et le Maroc et, en février 2013, elle annule tous ses vols en Espagne, devenant une compagnie charter.
Ce changement soudain a entraîné le licenciement par ERE de plus de 80 % de la main-d'œuvre, la compagnie n'ayant pas payé les montants auxquels elle était tenue, et laissant des centaines de passagers sans vol sans avoir à répondre de leurs actes.2 Elle fait actuellement l'objet de plusieurs procédures judiciaires pour rupture de contrat et autres causes.
Depuis 2013, Helitt Líneas Aéreas est une entreprise qui se consacre exclusivement aux vols charter et aux vols de location avec équipage. Depuis lors, la société a opéré pour une multitude de compagnies internationales telles que Darwin Airline, Royal Air Maroc, Fly540 Ghana, TAP Portugal et Ceiba Internacional.
En 2014, elle annonce l'incorporation d'un simulateur d'équipage. Le 23 septembre 2014, la compagnie aérienne a notifié à tous ses employés la résiliation de leurs contrats de travail et le dépôt imminent d'une procédure de faillite avec extinction totale.7